# Gelan tetrasaharidna nezasićeno glukuronilna hidrolaza
Gelan tetrasaharidna nezasićeno glukuronilna hidrolaza (EC 3.2.1.179, UGL, hidrolaza nezasićenog glukuronila) je enzim sa sistematskim imenom beta-D-4-dezoksi-Delta4-GlcAp-(1->4)-beta-D-Glcp-(1->4)-alfa-L-Rhap-(1->3)-beta-D-Glcp beta-D-4-dezoksi-Delta4-GlcAp hidrolaza. Ovaj enzim katalizuje sledeću hemijsku reakciju
 2O {\displaystyle \rightleftharpoons }
5-dehidro-4-dezoksi-D-glukuronat + 
Ovaj enzim odvaja 4-dezoksi-4(5)-nezasićene D-glucuronske kiselina sa oligosaharida koje formiraju polisaharidne lijaze.

## Literatura
- Nicholas C. Price; Lewis Stevens (1999). Fundamentals of Enzymology: The Cell and Molecular Biology of Catalytic Proteins (Third изд.). USA: Oxford University Press. ISBN 019850229X.
- Eric J. Toone (2006). Advances in Enzymology and Related Areas of Molecular Biology, Protein Evolution (Volume 75 изд.). Wiley-Interscience. ISBN 0471205036.
- Branden C; Tooze J. Introduction to Protein Structure. New York, NY: Garland Publishing. ISBN 0-8153-2305-0.
- Irwin H. Segel. Enzyme Kinetics: Behavior and Analysis of Rapid Equilibrium and Steady-State Enzyme Systems (Book 44 изд.). Wiley Classics Library. ISBN 0471303097.
- William P. Jencks (1987). Catalysis in Chemistry and Enzymology. Dover Publications. ISBN 0486654605.

## Spoljašnje veze
- Gellan+tetrasaccharide+unsaturated+glucuronyl+hydrolase на 